# Ta-Bitjet
Ta-Bitjet is een godin van de Egyptische mythologie. Ze wordt geïdentificeerd als de wederhelft van Horus. Ta-Bitjet wordt voorgesteld als een schorpioen of een vrouw met het hoofd van een schorpioen. Het bloed dat uit haar vloeide toen Horus haar maagdenvlies beschadigde, kan worden gebruikt als een panacee voor alle soorten gif.